# Bernart Nunho
Bernart Nunho (fl. 1434-1504) è stato un trovatore occitano partecipante nel 1474 ai Jeux floraux indetti dal Consistori del Gay Saber con una canso religiosa Excellens flor, hon jay tota nobleza.
Di professione era medico.

## Canso de Nostra Donna
Canzone composta di cinque stanze di otto versi endecasillabi ciascuna e una tornada di quattro, a rime incrociate secondo lo schema metrico ABBACDDC ecc. Metà rime sono femminili, nella fattispecie nei versi 1°, 4°, 5° e 8° di ogni stanza e 1° e 4° della tornada
            Excellens flor, hon jay tota nobleza,

            fort son tengut, Dona, de vos lausar

            e per tostemps servir ez onorar.

            En vos, sen plus, l'amor del tot ey myza,

            quar hieu conoch quez etz la plus honesta

            que dengus homs pogues jamay cauzir;

            don vos supplic que us placia de m'auzir,

            an franc voler, ma benigna requesta.

            Dieus vos formec sus tota la may pura,

            digna de laus, plena de gran bontat,

            d'on le renom portatz de pietat,

            plus que may fes al monde creatura.

            Le parlar mieu no pot dar per entendre

            lo gran voler qu'ay de la vostra amor,

            mas ve us ayssi vostre humiel servidor,

            vulhatz mon cas en breus termes comprendre.

            [...]

            Perla d'onor, sobirana mestressa,

            al gran besonh, ayatz de me recort;

            e, quant veyretz que sia pres de la mort,

            mete us davan, qui eus voly per endressa.